# 路易·亞歷山大·奧古斯特·謝夫羅拉特
路易·亞歷山大·奧古斯特·謝夫羅拉特（法語：Louis Alexandre Auguste Chevrolat，1799年3月29日—1884年12月16日）是一名法國昆蟲學家。
謝夫羅拉特曾在巴黎政府任職，主要研究甲蟲和鳥類。他發表了近250篇筆記和論文，描述有2,000多個物種。他是1832年法國昆蟲學會的創始人之一。他去世後，他的收藏被散失。他的部分收藏和一些手稿現存於倫敦自然歷史博物館。